# Familiengottesdienst
Ein Familiengottesdienst ist ein Zielgruppen-Gottesdienst, der sich in wesentlichen Gestaltungselementen an Kindern ausrichtet, die gemeinsam mit Verwandten und Freunden eingeladen sind. Im katholischen Bereich wird darunter meist eine von Eltern und Kindern vorbereitete sonntägliche Gemeindemesse verstanden. Im evangelischen Bereich führt der Familiengottesdienst Erwachsenen- und Kindergottesdienst zusammen, die traditionell getrennt voneinander stattfanden.

## Anspruch
Der Familiengottesdienst ist stark katechetisch ausgerichtet, daher themenzentriert. Er versucht den Spagat zwischen Kinderevangelisation (wie im Kindergottesdienst oder bei Kinderbibelwochen) und der Erwachsenen-Generation. Meist wird dies dadurch gelöst, dass die Kinder aktiv mitwirken (beispielsweise durch ein im Kindergottesdienst eingeübtes Theaterstück), sich Liturgie, Lieder und Gebete an Kindern orientieren und es für die Erwachsenen eine kurze Ansprache (statt langer Predigt) gibt. „Der Gefahr des Familiengottesdienstes, zu einer Art erweitertem Kindergottesdienst zu missraten, kann am besten begegnet werden, wenn, biblische … Symbole im Mittelpunkt des Gottesdienstes stehen.“ Der Familiengottesdienst hat den Anspruch, generationenübergreifend und generationenverbindend zu sein. Eine wichtige Aufgabe nimmt dabei der mittelbare Kontakt der Kirche mit der Generation junger Eltern ein: sie nimmt den normalen Sonntagsgottesdienst kaum wahr, lässt sich für den Familiengottesdienst über ihre Kinder jedoch ansprechen. Ähnlich verhält es sich bei Kindergarten- oder Einschulungsgottesdiensten.
Wolfgang Steck bezeichnete den Familiengottesdienst kritisch als „Selbstinszenierungen der bürgerlichen Familienkultur im Raum der Kirche“; das Vorbereitungsteam sollte daher reflektieren, welche familialen Leitbilder es vermittelt, so Wolfgang Ratzmann.

## Form
Familiengottesdienste sind eine Mischung aus Predigt-, Jugend- und Kindergottesdienst, aktive Beteiligungselemente sind häufig. Von der Liturgie (Gottesdienstordnung) kann dabei abgewichen werden, meist wird sie aber nur in andere, für Kinder (und Kirchendistanzierte) verständlichere Formen überführt. Die bekannteste und am weitesten verbreitete Form ist der Krippenspielgottesdienst an Heiligabend.
Der evangelische Familiengottesdienst findet klassischerweise an einem Sonntag als Ersatz für den Predigt- oder Abendmahlsgottesdienst statt. Oft ist der Beginn leicht nach hinten versetzt, was ihn „familienfreundlich“ macht. Familiengottesdienste bilden häufig den Auftakt für kirchengemeindliche Feste. Für die katholische Gemeindemesse mit Kindern setzt das Direktorium für Kindermessen (1. November 1973) einen Rahmen.

## Geschichte
In den 1950er Jahren gab es erste Experimente mit kindgerechten Gottesdiensten; in den 1960er Jahren wurden Familiengottesdienste zum Thema der katechetischen und liturgischen Fachdiskussion. Zunächst nahm man auch evangelischerseits an, dass die Kinder in den agendarischen Verlauf des Hauptgottesdienstes hineinwachsen würden, aber im Zuge der liturgischen Veränderungen der sechziger und siebziger Jahre gingen viele Gemeinden dazu über, spezielle Familiengottesdienst-Liturgien zu entwickeln. In den 1980er Jahren kam das Thema Abendmahl mit Kindern in vielen Gemeinden hinzu, was wieder zu einer Annäherung an agendarische Formen führte. Der evangelische Hauptgottesdienst, der nach dem historistischen Agendenwerk der 1950er Jahre gefeiert wurde, sprach einen Teil der Kirchenmitglieder nicht an, die man mit dem Familiengottesdienst zu erreichen hoffte. Dieser war also nicht nur ein Angebot für Kinder.